# EN 50110
EN 50110 is een reeks Europese veiligheidsbepalingen voor het werken aan en gebruiken van elektrische installaties. De EN-normen zijn geen wetten maar afspraken, praktische richtlijnen die voor en door de markt zijn gemaakt. Deze afspraken bevatten de minimumeisen voor bedrijfsvoering van elektrische installaties.
De EN-normen worden geschreven door de CENELEC (European Committee for Electrotechnical Standardization).

## Nederland
In Nederland is er door NEN een afwijkende norm geschreven en wordt de NEN-EN 50110 in de praktijk niet of nauwelijks gebruikt. Dit zijn NEN3140 voor laagspanning en NEN3840 voor hoogspanning. Beide bedrijfsvoeringsnormen zijn gebaseerd op EN 50110, maar bevatten daarnaast aanvullende Nederlandse bepalingen, onder andere voor inspectie.
De norm EN 50110 valt vonder verantwoording van Cenelec normcommissie BTTF62-3. De Nederlandse normen NEN3140, NEN3840 en NEN9140 (elektrische voertuigen) vallen onder verantwoording van NEN-commissie NEC623